# پایپر پی‌ای-۴۶
پایپر پی‌ای-۴۶ (به انگلیسی: Piper PA-46) یک هواگرد از نوع هواگرد سبک ساخت شرکت پایپر ایرکرفت است. هواگردپایپر پی‌ای-۴۶ نخستین پروازش را در ۳۰ نوامبر ۱۹۷۹ میلادی انجام داد.